# Kalliokari (ö i Egentliga Finland, lat 60,74, long 21,30)
Kalliokari är en ö i Finland. Den ligger i Skärgårdshavet eller Bottenhavet och i kommunen Nystad i landskapet Egentliga Finland, i den sydvästra delen av landet. Ön ligger omkring 63 kilometer nordväst om Åbo och omkring 210 kilometer väster om Helsingfors.
Öns area är 4,5 hektar och dess största längd är 330 meter i öst-västlig riktning.